# Oratorio di San Carlo (Fivizzano)
L'oratorio di San Carlo Borromeo è un edificio di culto cattolico situato in via Umberto I, nel centro storico di Fivizzano, in provincia di Massa-Carrara.

## Descrizione
L'oratorio fu edificato nel 1702 da Carlo Vieri, governatore di Lunigiana, e presenta un bel portale barocco in pietra. All'interno, l'altare è decorato con stucchi e con l'immagine della Santissima Annunziata e i Santi Carlo Borromeo e Antonio da Padova. Le pareti e la volta sono decorate da immagini della Natività, della Nascita di Maria e di Profeti. Interessante è la tomba posta al centro dell'oratorio che raccoglie le spoglie di Giovanni Fantoni con un'epigrafe tratta dai suoi stessi testi (Odi di Labindo, Ode XXX, libro II): «L'uomo vi giace ma il miglior di quello non v' è sepolto».
Il progetto dell'oratorio è dell'architetto fiorentino Giovan Battista Foggini